# Érik Morales
Érik Isaac Morales Elvira (Tijuana, 1º settembre 1976) è un ex pugile messicano.
Soprannominato "El Terrible", è ex sette volte campione WBC e WBO dei pesi supergallo (122 libbre). Ha inoltre detenuto il titolo WBC dei pesi piuma, WBC e IBF dei superpiuma. Morales ha inoltre sconfitto tredici campioni del mondo nel corso della sua carriera. Famose le sue trilogie con Marco Antonio Barrera e il filippino Manny Pacquiao. Da molti considerato uno dei migliori combattenti della sua generazione, occupa la 49ª posizione dei 50 migliori pugili di sempre.

## Origini
Erik Morales è nato nel distretto a luci rosse Zona Norte di Tijuana, Messico

## Carriera

### Carriera da dilettante
Sotto la tutela di suo padre, Jose Morales (anch'egli ex pugile), il giovane Erik ha iniziato a combattere all'età di 5 anni, riuscendo ad avere una buonissima carriera da dilettante.
Su un totale di 114 incontri Erik ne ha vinti ben 108 e persi solamente 6 ed è riuscito a vincere un totale di 11 titoli di prestigio in Messico.

## Lista degli incontri
Di seguito, la lista degli incontri disputati da professionista:
| 61 incontri         | 52 vittorie | 9 sconfitte |
| ------------------- | ----------- | ----------- |
| KO                  | 36          | 3           |
| Decisione arbitrale | 16          | 6           |

| No. | Risultato | Record | Avversario            | Metodo | Round         | Data              | Età | Luogo                                 | Note                                                                                             |
| --- | --------- | ------ | --------------------- | ------ | ------------- | ----------------- | --- | ------------------------------------- | ------------------------------------------------------------------------------------------------ |
| 61  | Sconfitta | 52–9   | Danny García          | KO     | 4 (12), 1:23  | 20 ottobre 2012   | 36  | Barclays Center, New York,            | Incontro valido per i titoli WBA, Super WBC e The Ring dei pesi welter leggeri                   |
| 60  | Sconfitta | 52–8   | Danny García          | D.U.   | 12            | 24 marzo 2012     | 35  | Reliant Arena, Houston,               |                                                                                                  |
| 59  | Vittoria  | 52–7   | Pablo César Cano      | RIT.   | 10 (12), 3:00 | 17 settembre 2011 | 35  | MGM Grand Garden Arena, Paradise,     | Vince il titolo vacante WBC dei pesi welter leggeri                                              |
| 58  | Sconfitta | 51–7   | Marcos Maidana        | M.D.   | 12            | 9 aprile 2011     | 34  | MGM Grand Garden Arena, Paradise,     | Incontro valido per il titolo interim WBA dei pesi welter leggeri                                |
| 57  | Vittoria  | 51–6   | Francisco Lorenzo     | D.U.   | 12            | 18 dicembre 2010  | 34  | Agua Caliente Racetrack, Tijuana,     | Difende il titolo WBC Silver dei pesi welter leggeri                                             |
| 56  | Vittoria  | 50–6   | Willie Limond         | KO     | 6 (12), 2:46  | 11 settembre 2010 | 34  | Plaza México, Mexico City,            | Vince il titolo WBC Silver dei pesi welter leggeri                                               |
| 55  | Vittoria  | 49–6   | José Alfaro           | D.U.   | 12            | 27 marzo 2010     | 33  | Monterrey Arena, Monterrey,           | Vince il titolo internazionale WBC dei pesi welter                                               |
| 54  | Sconfitta | 48–6   | David Díaz            | D.U.   | 12            | 4 agosto 2007     | 31  | Allstate Arena, Rosemont,             | Incontro valido per il titolo WBC dei pesi leggeri                                               |
| 53  | Sconfitta | 48–5   | Manny Pacquiao        | KO     | 3 (12), 2:57  | 18 novembre 2006  | 30  | Thomas & Mack Center, Paradise,       | Incontro valido per il titolo internazionale WBC dei pesi superpiuma                             |
| 52  | Sconfitta | 48–4   | Manny Pacquiao        | T.KO   | 10 (12), 2:33 | 21 gennaio 2006   | 29  | Thomas & Mack Center, Paradise,       | Incontro valido per il titolo internazionale WBC dei pesi superpiuma                             |
| 51  | Sconfitta | 48–3   | Zahir Raheem          | D.U.   | 12            | 10 settembre 2005 | 29  | Staples Center, Los Angeles,          | Incontro valido per il titolo internazionale vacante WBC dei pesi leggeri                        |
| 50  | Vittoria  | 48–2   | Manny Pacquiao        | D.U.   | 12            | 19 marzo 2005     | 28  | MGM Grand Garden Arena, Paradise,     | Vince il titolo vacante IBA e il titolo internazionale WBC dei pesi superpiuma                   |
| 49  | Sconfitta | 47–2   | Marco Antonio Barrera | M.D.   | 12            | 27 novembre 2004  | 28  | MGM Grand Garden Arena, Paradise,     | Perde il titolo WBC dei pesi superpiuma                                                          |
| 48  | Vittoria  | 47–1   | Carlos Hernández      | D.U.   | 12            | 31 luglio 2004    | 27  | MGM Grand Garden Arena, Paradise,     | Vince il titolo IBF dei pesi superpiuma Difende il titolo WBC dei pesi superpiuma                |
| 47  | Vittoria  | 46–1   | Jesús Chávez          | D.U.   | 12            | 28 febbraio 2004  | 27  | MGM Grand Garden Arena, Paradise,     | Vince il titolo WBC dei pesi superpiuma                                                          |
| 46  | Vittoria  | 45–1   | Guty Espadas Jr.      | KO     | 3 (12), 2:58  | 4 ottobre 2003    | 27  | Staples Center, Los Angeles,          |                                                                                                  |
| 45  | Vittoria  | 44–1   | Fernando Velárdez     | T.KO   | 5 (12), 1:02  | 31 luglio 2003    | 26  | Mandalay Bay Events Center, Paradise, | Difende il titolo WBC dei pesi piuma                                                             |
| 44  | Vittoria  | 43–1   | Eddie Croft           | T.KO   | 3 (12), 2:16  | 22 febbraio 2003  | 26  | Plaza de Toros, Mexico City,          | Difende il titolo WBC dei pesi piuma                                                             |
| 43  | Vittoria  | 42–1   | Paulie Ayala          | D.U.   | 12            | 16 novembre 2002  | 26  | Mandalay Bay Events Center, Paradise, | Vince il titolo vacante WBC dei pesi piuma                                                       |
| 42  | Sconfitta | 41–1   | Marco Antonio Barrera | D.U.   | 12            | 22 giugno 2002    | 25  | MGM Grand Garden Arena, Paradise,     | Perde il titolo WBC dei pesi piuma Incontro valido per il titolo vacante The Ring dei pesi piuma |
| 41  | Vittoria  | 41–0   | In-Jin Chi            | D.U.   | 12            | 28 luglio 2001    | 24  | Staples Center, Los Angeles,          | Difende il titolo WBC dei pesi piuma                                                             |
| 40  | Vittoria  | 40–0   | Guty Espadas Jr.      | D.U.   | 12            | 17 febbraio 2001  | 24  | MGM Grand Garden Arena, Paradise,     | Vince il titolo WBC dei pesi piuma                                                               |
| 39  | Vittoria  | 39–0   | Rodney Jones          | KO     | 1 (10), 1:02  | 9 dicembre 2000   | 24  | Auditorio Municipal, Tijuana,         |                                                                                                  |
| 38  | Vittoria  | 38–0   | Kevin Kelley          | T.KO   | 7 (12), 2:30  | 2 settembre 2000  | 24  | Don Haskins Center, El Paso,          | Vince il titolo interim WBC dei pesi piuma                                                       |
| 37  | Vittoria  | 37–0   | Mike Juárez           | KO     | 3 (10), 1:12  | 17 giugno 2000    | 23  | Staples Center, Los Angeles,          |                                                                                                  |
| 36  | Vittoria  | 36–0   | Marco Antonio Barrera | S.D.   | 12            | 19 febbraio 2000  | 23  | Mandalay Bay Events Center, Paradise, | Vince il titolo WBO dei pesi supergallo Difende il titolo WBC dei pesi supergallo                |
| 35  | Vittoria  | 35–0   | Wayne McCullough      | D.U.   | 12            | 22 ottobre 1999   | 23  | Joe Louis Arena, Detroit,             | Difende il titolo WBC dei pesi supergallo                                                        |
| 34  | Vittoria  | 34–0   | Reynante Jamili       | T.KO   | 6 (12), 0:11  | 31 luglio 1999    | 22  | Bullring by the Sea, Tijuana,         | Difende il titolo WBC dei pesi supergallo                                                        |
| 33  | Vittoria  | 33–0   | Juan Carlos Ramírez   | RIT.   | 9 (12), 3:00  | 8 maggio 1999     | 22  | Las Vegas Hilton, Winchester,         | Difende il titolo WBC dei pesi supergallo                                                        |
| 32  | Vittoria  | 32–0   | Ángel Chacón          | KO     | 2 (12), 1:50  | 13 febbraio 1999  | 22  | Thomas & Mack Center, Paradise,       | Difende il titolo WBC dei pesi supergallo                                                        |
| 31  | Vittoria  | 31–0   | Junior Jones          | KO     | 4 (12), 2:55  | 12 settembre 1998 | 22  | Bullring by the Sea, Tijuana,         | Difende il titolo WBC dei pesi supergallo                                                        |
| 30  | Vittoria  | 30–0   | José Luis Bueno       | KO     | 2 (12), 1:19  | 16 maggio 1998    | 21  | Fantasy Springs Resort Casino, Indio, | Difende il titolo WBC dei pesi supergallo                                                        |
| 29  | Vittoria  | 29–0   | Remigio Molina        | T.KO   | 6 (12), 0:14  | 3 aprile 1998     | 21  | Auditorio Municipal, Tijuana,         | Difende il titolo WBC dei pesi supergallo                                                        |
| 28  | Vittoria  | 28–0   | John Lowey            | RIT.   | 7 (12), 3:00  | 12 dicembre 1997  | 21  | Auditorio Municipal, Tijuana,         | Difende il titolo WBC dei pesi supergallo                                                        |
| 27  | Vittoria  | 27–0   | Daniel Zaragoza       | KO     | 11 (12), 2:59 | 6 settembre 1997  | 21  | County Coliseum, El Paso,             | Vince il titolo WBC dei pesi supergallo                                                          |
| 26  | Vittoria  | 26–0   | Concepcion Velásquez  | T.KO   | 8 (10), 1:11  | 4 aprile 1997     | 20  | The Orleans, Paradise,                |                                                                                                  |
| 25  | Vittoria  | 25–0   | Robbie Lovato         | PTS    | 10            | 29 novembre 1996  | 20  | Tijuana,                              |                                                                                                  |
| 24  | Vittoria  | 24–0   | Pedro Javier Torres   | KO     | 2 (12), 1:50  | 12 ottobre 1996   | 20  | Arrowhead Pond, Anaheim,              | Difende il titolo vacante NABF dei pesi supergallo                                               |
| 23  | Vittoria  | 23–0   | Hector Acero Sánchez  | D.U.   | 12            | 7 giugno 1996     | 19  | Caesars Palace, Paradise,             | Difende il titolo vacante NABF dei pesi supergallo                                               |
| 22  | Vittoria  | 22–0   | Lee Cargle            | T.KO   | 2 (10), 0:11  | 22 aprile 1996    | 19  | Tijuana,                              | Difende il titolo vacante NABF dei pesi supergallo                                               |
| 21  | Vittoria  | 21–0   | Rudy Bradley          | T.KO   | 11 (12), 0:02 | 25 febbraio 1996  | 19  | Arizona Charlie's Decatur, Las Vegas, | Difende il titolo vacante NABF dei pesi supergallo                                               |
| 20  | Vittoria  | 20–0   | Kenny Mitchell        | T.KO   | 2 (12), 2:30  | 18 dicembre 1995  | 19  | Tijuana,                              | Vince il titolo vacante NABF dei pesi supergallo                                                 |
| 19  | Vittoria  | 19–0   | Enrique Angeles       | D.U.   | 12            | 10 novembre 1995  | 19  | Tijuana,                              | Difende il titolo messicano WBC dei pesi supergallo                                              |
| 18  | Vittoria  | 18–0   | Alberto Martínez      | T.KO   | 4 (12), 0:42  | 9 settembre 1995  | 19  | Caesars Palace, Paradise,             | Difende i titoli NABF e messicano dei pesi supergallo                                            |
| 17  | Vittoria  | 17–0   | Juan Luis Torres      | D.U.   | 12            | 14 luglio 1995    | 18  | Arizona Charlie's Decatur, Las Vegas, | Vince il titolo vacante NABF dei pesi supergallo                                                 |
| 16  | Vittoria  | 16–0   | Armando Castro        | T.KO   | 10 (12), 1:04 | 2 giugno 1995     | 18  | Tijuana,                              | Difende il titolo ispanico WBC dei pesi supergallo                                               |
| 15  | Vittoria  | 15–0   | Enrique Jupiter       | T.KO   | 6 (12), 0:28  | 21 aprile 1995    | 18  | Tijuana,                              | Vince il titolo messicano WBC dei pesi supergallo                                                |
| 14  | Vittoria  | 14–0   | Ricky Hernández       | KO     | 1 (12), 0:14  | 3 febbraio 1995   | 18  | Tijuana,                              | Difende il titolo ispanico WBC dei pesi supergallo                                               |
| 13  | Vittoria  | 13–0   | José Valdez           | T.KO   | 3 (12), 2:14  | 19 dicembre 1994  | 18  | Tijuana,                              | Vince il titolo ispanico WBC dei pesi supergallo                                                 |
| 12  | Vittoria  | 12–0   | Ramón Magana          | T.KO   | 2 (10), 1:19  | 28 novembre 1994  | 18  | Tijuana,                              |                                                                                                  |
| 11  | Vittoria  | 11–0   | Idelfonso Bernal      | KO     | 3 (10), 0:21  | 17 ottobre 1994   | 18  | Tijuana,                              |                                                                                                  |
| 10  | Vittoria  | 10–0   | Julio César Cardona   | KO     | 2 (10), 1:01  | 22 agosto 1994    | 17  | Tijuana,                              |                                                                                                  |
| 9   | Vittoria  | 9–0    | Isidro Nolasco        | PTS    | 8             | 26 marzo 1994     | 17  | Città del Messico,                    |                                                                                                  |
| 8   | Vittoria  | 8–0    | Paul Olvera           | KO     | 3 (6), 2:55   | 21 gennaio 1994   | 17  | Tijuana,                              |                                                                                                  |
| 7   | Vittoria  | 7–0    | Alfonso Mota          | KO     | 2 (6), 1:19   | 6 dicembre 1993   | 17  | Tijuana,                              |                                                                                                  |
| 6   | Vittoria  | 6–0    | Jaime Abrica          | KO     | 2 (6), 0:03   | 22 ottobre 1993   | 17  | Tijuana,                              |                                                                                                  |
| 5   | Vittoria  | 5–0    | José Álvarez          | D.U.   | 6             | 26 luglio 1993    | 16  | Tijuana,                              |                                                                                                  |
| 4   | Vittoria  | 4–0    | Marco Tovar           | T.KO   | 1 (6), 0:59   | 8 luglio 1993     | 16  | Bullring by the Sea, Tijuana,         |                                                                                                  |
| 3   | Vittoria  | 3–0    | Óscar Maldonado       | KO     | 3 (4), 0:32   | 25 maggio 1993    | 16  | Tijuana,                              |                                                                                                  |
| 2   | Vittoria  | 2–0    | Jaime Rodríguez       | KO     | 2 (4), 1:11   | 7 maggio 1993     | 16  | Tijuana,                              |                                                                                                  |
| 1   | Vittoria  | 1–0    | José Orejel           | KO     | 2 (4), 0:19   | 29 marzo 1993     | 16  | Tijuana,                              |                                                                                                  |

 Legenda
KO: knockout
T.KO: knockout tecnico
D.U: decisione unanime
M.D: decisione di maggioranza
S.D: decisione di divisione
PTS: vittoria ai punti
RIT.: ritirato
SQ: squalifica 